# Alphabet latin
Pour les articles homonymes, voir Latin (homonymie).

Distribution de l'alphabet latin.
Pays où il est utilisé en tant qu'écriture principale.
Pays où il est utilisé avec une autre écriture officielle.
Pays où il n'est pas utilisé.

L'alphabet latin est un alphabet bicaméral comportant vingt-six lettres de base, principalement utilisé pour écrire les langues d’Europe de l'Ouest, d'Europe du Nord et d'Europe centrale, ainsi que les langues de nombreux pays qui ont été exposés à une forte influence européenne, notamment à travers la colonisation européenne des Amériques, de l'Afrique et de l'Océanie. Par ailleurs, des pays comme la Turquie ou actuellement le Kazakhstan ont d'eux-mêmes, pour différentes raisons, abandonné leur ancien modèle d'écriture et adopté l'alphabet latin.

## Présentation générale
Considéré comme système d'écriture par défaut dans le monde occidental, l'alphabet latin a pour origine l'alphabet grec — dont il reprend de nombreuses lettres en majuscule, la minuscule n'existant pas en grec lors de l'apparition de l'alphabet latin, ni en latin jusqu'au Moyen Âge, période à laquelle elle est aussi apparue en grec —, premier alphabet utilisé en Europe et dont dérivent tous les alphabets européens, dont le cyrillique et l'étrusque. En 2002, les utilisateurs de l’alphabet latin représentaient 39 % de la population mondiale, consommaient 72 % de la production imprimée sur papier dans le monde et assuraient 84 % de l’ensemble des connexions à Internet,. En raison de l'importance historique, démographique, économique et culturelle des pays utilisant l'alphabet latin (notamment ceux d'Europe et d’Amérique du Nord), celui-ci est devenu le système d'écriture le plus international ; on trouve des mots écrits en lettres latines sur tous les continents et dans les rues du Japon, comme dans celles de l'Algérie ou de l’Égypte.  
Les lettres capitales de la graphie latine sont d’origine romaine, provenant directement du latin dont l’alphabet était encore monocaméral. En revanche, les minuscules sont issues des diverses formes monocamérales développées lors de la mise à l'écrit des langues germaniques, apparues plus tard.
C’est sous le règne de Charlemagne, désireux d’unifier les différentes formes d’écriture de l'Empire carolingien, qu’Alcuin mélangea ces écritures en créant la minuscule caroline qui est à la base des différentes formes de l’alphabet latin moderne, devenu ensuite bicaméral car il distingue maintenant les majuscules des minuscules pour des raisons lexicales (les lettres minuscules prennent parfois aussi la forme de lettres capitales pour des raisons orthographiques ou grammaticales, et dans les autres cas existent aussi sous la forme de petites capitales, en revanche les majuscules sont normalement toujours transcrites en grandes capitales).
Du fait de la grande variété des langues l'utilisant dans leur écriture, l'alphabet latin comporte de nombreuses extensions sous forme de signes diacritiques et de lettres supplémentaires. En effet, les vingt-six lettres fondamentales sont souvent insuffisantes pour exprimer toutes les distinctions entre phonèmes des langues considérées. Un autre moyen couramment employé pour créer des distinctions supplémentaires est le recours à des digrammes.
L’alphabet latin de base (dans sa forme simplifiée à vingt-six lettres sans les diacritiques et lettres complémentaires) a également été le seul utilisé pour noter de façon sécurisée les adresses de sites web (URL), et de courriel, suivant en cela la norme de codage ASCII, avant la création, en 2003, et l’adoption effective généralisée des noms de domaine internationalisés permettant l’utilisation d’Unicode.
| Majuscule | Minuscule | Ordre |
| --------- | --------- | ----- |
| A         | a         | 1     |
| B         | b         | 2     |
| C         | c         | 3     |
| D         | d         | 4     |
| E         | e         | 5     |
| F         | f         | 6     |
| G         | g         | 7     |
| H         | h         | 8     |
| I         | i         | 9     |
| J         | j         | 10    |
| K         | k         | 11    |
| L         | l         | 12    |
| M         | m         | 13    |
| N         | n         | 14    |
| O         | o         | 15    |
| P         | p         | 16    |
| Q         | q         | 17    |
| R         | r         | 18    |
| S         | s         | 19    |
| T         | t         | 20    |
| U         | u         | 21    |
| V         | v         | 22    |
| W         | w         | 23    |
| X         | x         | 24    |
| Y         | y         | 25    |
| Z         | z         | 26    |

## Lettres
L'alphabet latin, comme la majorité de ceux issus de l'alphabet grec, est bicaméral : on utilise deux graphies pour chaque graphème (ou lettre), l'une dite bas de casse ou minuscule, l'autre capitale ou majuscule. Dans la majorité des cas, chaque lettre possède les deux variantes. Il existe cependant quelques exceptions, comme la lettre formée d’une ligature ß (appelée scharfes s ou eszett ; utilisée en allemand et autrefois dans d'autres langues, dont le français), qui, en capitales, est remplacée par SS (bien qu’une majuscule ẞ soit aussi officiellement acceptée en allemand).
L'expansion – tant géographique que temporelle – de cet alphabet en fait l'un des plus riches en variantes nationales. Ainsi :
- chaque langue donnée utilise un jeu plus ou moins complet de lettres fondamentales ;
- chacune peut en posséder des lettres modifiées qui s'y ajoutent ;
- parmi les lettres modifiées, certaines sont considérées, selon les langues, comme des lettres à part entière ou comme des variantes d'une autre lettre ;
- certaines variantes nationales font usage de lettres supplémentaires qui ne peuvent pas être considérées comme des variantes diacritées de 26 lettres de base : ß allemand (cf. supra), Þ þ (thorn) et Ð ð (edh) islandais, etc.

Par exemple, les alphabets utilisés pour le français et pour l'espagnol ne sont pas identiques (ainsi, la lettre ç ne s'emploie pas en espagnol et à l'inverse le français ne se sert pas de ñ), bien que tous deux puissent être ramenés à l'alphabet latin. En sorte, il ne serait pas faux de parler d'un alphabet français et d'un alphabet espagnol.
On le voit, il n'existe rien de tel qu'un alphabet latin figé et constant ; il est cependant possible d'isoler les graphèmes fondamentaux utilisés dans une majorité de langues : ce sont ceux de l'alphabet des origines (voir plus bas, section « Histoire ») plus j et u ainsi que g et w, soit :

### Graphèmes fondamentaux
| A | B | C | D | E | F | G | H | I | J | K | L | M |
| N | O | P | Q | R | S | T | U | V | W | X | Y | Z |

| a | b | c | d | e | f | g | h | i | j | k | l | m |
| n | o | p | q | r | s | t | u | v | w | x | y | z |

### Nom des lettres
Parmi les innovations de l'alphabet latin par rapport à son modèle (indirect) grec, on peut compter le nom des lettres. En effet, alors que les lettres grecques portent des noms sans sens dans leur langue car hérités directement des langues sémitiques et, surtout polysyllabiques (alpha, bêta, gamma, delta), ce sont des monosyllabes en latin.
Les Romains, en effet, n'ont pas cherché à donner un nom réel à leurs lettres, ils les désignaient comme elles se prononçaient, ce qui ne pouvait bien fonctionner qu'avec les continues et les voyelles (qu'on prononçait vraisemblablement longues). On trouve donc deux groupes de lettres (on se bornera ici aux lettres purement latines n'offrant pas de difficultés d'interprétation) :
- celles prononçables sans support : les voyelles /aː/, /eː/, /iː/, /oː/, /uː/ et les continues /fː/, /lː/, /mː/, /nː/, /rː/ et /sː/ (on disait donc « la consonne /ffff/ » en prolongeant le son autant que nécessaire) ;
- celles qu'on devait articuler avec une voyelle d'appui, /e/ chez les Romains : /beː/, /keː/ (lettre c), /deː/, /geː/, /kaː/ (lettre k, qu'on employait initialement devant a ou une consonne puis qui n'a été conservée que dans de rares mots), /peː/, /kuː/ (lettre q, qui ne s'emploie que devant un u), etc.

De là vient la manière qu'on a, en français mais aussi dans les autres langues à écriture latine ancienne, d'épeler les mots.

### Extension des graphèmes fondamentaux
Les limites intrinsèques à cet alphabet, relativement limité en nombre de signes différents, ont dû rapidement être dépassées dès qu'il s'est agi de transcrire des langues autres que le latin, langues dont le système phonologique diffère nécessairement, comme le polonais. Par exemple, l'alphabet latin des origines ne permet pas de noter le son [ʃ] de chat.
Pour ce faire, les copistes médiévaux puis les imprimeurs de la Renaissance ont trouvé plusieurs solutions :
- utilisation de diacritiques, signes complémentaire à une lettre fondamentale et qui en modifient la valeur (accent aigu, tilde, ogonek, etc.) ;
- invention de lettres supplémentaires (issues de ligatures, de variantes contextuelles ou de variantes propres à une graphie médiévale particulière, principalement), parmi lesquelles certaines sont maintenant considérées comme fondamentales (comme le w ou le ß), certaines ont disparu (c'est le cas du ȝ – yogh) ;
- emprunt de lettres à d'autres écritures (le ƿ – wynn – anglais, par exemple, emprunté aux runes) ;
- utilisation de digrammes (ch, sh, cz, etc.).

Voici quelques exemples parmi de nombreux autres :
- dans toutes les langues à écriture latine jusqu'au XIXe siècle, on a utilisé le s long → ſ ;
- en allemand : scharfes s ou eszett → ß (qui est une ligature du ſ (s long) et du s) ;
- en espagnol et portugais : tilde (indique la nasalisation ou la palatalisation) → ñ pour l'espagnol, ã et õ pour le portugais ;
- en breton : apostrophe médian (pour ne pas prononcer ch comme [sh]) → c'h ;
- en catalan : point médian (pour ne pas prononcer ll comme un [ʎ], /l/ « mouillé ») → ŀl ;
- en polonais et dans d'autres langues slaves occidentales : barre inscrite → ł, ogonek → ą, háček → ř, kroužek → ů ;
- en islandais : ash → æ, eth → ð, thorn → þ ;
- en vieil anglais (outre æ, ð, þ) : wynn → ƿ, yogh → ȝ ;
- dans diverses langues, comme le same du Nord et de nombreuses langues africaines (bassa, bambara, wolof, peul, dinka, éfik, éwé, ga, kpelle, mendé) : eng → ŋ (caractère de l'alphabet pan-nigérian) ;
- groenlandais (remplacé par q en 1973) et inuttitut : kra → ĸ, etc.

On se reportera à Digramme, Diacritiques de l'alphabet latin, Abréviations, Ligature, Lettres supplémentaires de l'alphabet latin et Variante contextuelle pour plus de détails.
Enfin, il est de plus en plus fréquent que la transcription ou la translittération d'une écriture non latine se fasse au moyen des lettres latines (qui donnent une grande partie des caractères de l'alphabet phonétique international et d'autres méthodes de transcription). On parle dans ce cas d'une romanisation. Enfin, de nombreuses langues restées sans écriture ont adopté l'alphabet latin : c'est le cas de langues africaines, qui peuvent suivre l'alphabet pan-nigérian ou l'alphabet international de Niamey.

### Variante française
On utilise, en français, les vingt-six lettres fondamentales, dans deux casses, ainsi que des ligatures (comme æ et œ) et des lettres munies de diacritiques (comme dans é) qui ne sont cependant pas considérés comme des lettres indépendantes même si elles sont considérées comme distinctives et normatives dans l’orthographe. Enfin, les lettres diacritiques (comme u ou e après g pour en préciser la valeur), les digrammes (ch, ai, an/am, au, ei, en/em, eu, gn, in/im, ng, on/om, ou, un/um, ph, sh, ss…) et trigrammes (ain, eau, ein, oin, sch…), et diverses lettres muettes, sont particulièrement nombreux (dont certains importés de langues étrangères) et ne sont pas traités non plus comme des lettres indépendantes.

### Variante germanique
Bien qu’on les oppose à l’écriture latine, les formes allemandes dites « gothiques » (Fraktur ou Schwabacher pour la typographie, Kurrent ou Sütterlin pour les cursives) font partie des écritures latines. Elles se distinguent par leurs formes anguleuses, des ductus et des ligatures particuliers. Bien qu’encore utilisées, ces types d’écritures ont disparu de l’usage courant.
Outre les vingt-six lettres fondamentales, l'allemand utilise des voyelles avec umlaut Ää Öö Üü, et (sauf dans sa variante suisse où il est partout remplacé par ss) le ß (s dur ou eszett), presque uniquement minuscule, dont la majuscule (pour les titres en capitales, car cette lettre n'existe pas en début de mot) est habituellement SS. La majuscule ẞ U+1E9E LATIN CAPITAL LETTER SHARP S est peu utilisée. Comme en français, ces lettres supplémentaires ne sont pas considérées comme distinctes : dans un classement alphabétique, l'umlaut est soit ignoré, soit assimilé à un e postscrit ; le ß est classé comme un s double.

### Variante espagnole
L'alphabet espagnol compte une lettre supplémentaire : le ñ qui indique la palatalisation du n, équivalent du son ‹ gn › en français, prononcé [ɲ].
Par ailleurs, l'usage espagnol traditionnel, encore usité au XXe siècle, voulait que la lettre ñ et les digrammes ch, ll, rr soient considérés comme distincts des vingt-six lettres traditionnelles : ainsi dans un dictionnaire, llano (plan, surface plane) et llorar (pleurer) venaient entre luna (lune) et mano (main). Cet usage est de nos jours progressivement de moins en moins suivi.

## Histoire

### Alphabet antique

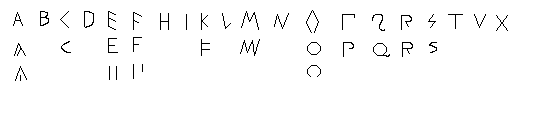
L'alphabet latin archaïque (avec différentes variantes pour chaque lettre).

L'alphabet latin était initialement utilisé pour écrire le latin, la langue parlée par les habitants de Rome et du Latium. Il est dérivé de l'alphabet étrusque, lui-même variante d'un alphabet grec différent de l'alphabet dit classique (celui qu'on utilise dans les éditions actuelles). L'alphabet étrusque comportait quelques lettres inutiles (B, C, D et O), qui n'étaient jamais utilisées dans les inscriptions car inutiles en raison du système phonologique de l'étrusque, dans lequel on ne trouve pas d'occlusives sonore ou de voyelle /o/. Elles seront en revanche utilisées par les Latins, chez qui elles trouvent une pleine utilité.
Les capitales (majuscules) sont la forme normale de cet alphabet, les minuscules étant d'invention tardive (minuscule caroline médiévale, IXe siècle de l'ère chrétienne) et, au départ, utilisée non pas en contraste avec des majuscules mais en tant que système graphique indépendant.
Les faits notables de cet alphabet sont les suivants :
- on ne distingue pas U de V (qui s'écrivent V), ni I de J (qui s'écrivent I) ;
- les Étrusques, ne distinguant pas les consonnes sourdes et sonores, ont emprunté le digamma grec, notant originellement /w/ en grec archaïque et /w/ ou /v/ en grec occidental, avec la valeur /f/ ce qui explique le son de notre lettre F ;
- dans les premiers temps, la lettre C notait à la fois /g/ et /k/ : en effet, l'alphabet étrusque s'est servi du gamma grec Γ /g/ avec la valeur /k/, /g/ étant absent du système phonologique étrusque. G (modification graphique de C) a cependant complété l'alphabet rapidement. La lettre K, redondante avec C, n'a été conservée en latin que devant /a/ et dans très peu de mots (KALENDAE, « calendes »). Cependant, la confusion C ~ G a persisté dans les prénoms romains Caius et Cnæus prononcés respectivement Gaius et Gnaeus, notamment pour les abréviations : ces prénoms s'écrivent normalement C. et Cn. La lettre Z étant inutile en raison du rhotacisme, G l'a remplacé dans l'alphabet (rappelons qu'en grec on a, dans l'ordre, Α a, Β b, Γ g, Δ d, Ε e, Ϝ w (digamma), Ζ z).
- la lettre Q, utilisée comme variante de /k/ devant /u/ (c'est le koppa grec, inutile dans cet alphabet donc absent de la variante classique), n'a été conservée que pour former le digramme QV notant le phonème unique /kʷ/, distinct de la suite de consonnes /kw/ : on oppose ainsi QVI /kʷi/ « qui » et CVI /ku̯i/ (avec diphtongue) « à qui ».

En conclusion, le latin utilisait 20 lettres dans sa variante archaïque :
A, B, C, D, E, F, H, I, K, L, M, N, O, P, Q, R, S, T, V, X
Il utilisait 23 lettres dans sa graphie classique :
A, B, C, D, E, F, G, H, I, K, L, M, N, O, P, Q, R, S, T, V, X, Y, Z
Note : G est introduit au IIIe siècle av. J.-C., tandis que Y et Z sont des ajouts tardo-républicains à partir de l'alphabet grec pour en noter des mots d'emprunt.
Les graphèmes j, u et w (ce dernier d'abord imprimé comme vv) apparaissent progressivement au cours du Moyen Âge et de la Renaissance. Le j est d'abord une variante stylistique du i et cet usage s'est perpétué dans les chiffres romains écrits en minuscules, où par exemple dans la numérotation des pages de préface de certains livres on voit encore: i, ij, iij, iv, v, vi, vij, viij etc. En Angleterre, l'édition originale de la bible anglicane officielle dite Bible du roi Jacques (1611) n'utilise pas encore la lettre J : il faut attendre la première révision « cantabrigienne » (1629) pour la voir apparaître.
Il est à remarquer que la lettre grecque upsilon Υ υ est à elle seule à l'origine de non moins de quatre lettres de l'alphabet latin actuel, à savoir U, V, W et Y.

### Alphabet médiéval et graphies
Au cours des siècles, les lettres de l'alphabet latin ont été tracées de diverses manières. Ces types d'écritures ne constituent pas des alphabets en soi mais des versions différentes d'un même alphabet, ce qui deviendra après l'invention de l'imprimerie la police de caractères :
- capitale romaine ;
- quadrata ;
- rustica ;
- cursive romaine ;
- onciale ;
- semi-onciale ;
- écritures dites « nationales » : écriture mérovingienne, écriture bénéventaine, écriture wisigothique ;
- minuscule caroline ;
- gothique (ne pas confondre cette graphie latine, avec l'alphabet gotique qui est un autre alphabet bien plus ancien) ;
- écriture humanistique ;
- lettres anglaises ;
- antiqua ;
- textura ;
- rotunda ;
- Fraktur ;
- Kurrent ;
- Sütterlin.

### L'imprimerie
Jusqu'à la Renaissance, le manuscrit est le grand véhicule de l'écriture. L'imprimerie prend progressivement le relais, et le manuscrit devient peu à peu un objet d'art. C'est alors qu'apparaissent de grands maîtres qui signent des livres théoriques et pratiques sur « l'art de la belle écriture ». Les circonvolutions de l'écriture vont suivre leur cours, ponctué de noms comme Ludovico degli Arrighi, Giambattista Palatino, Tagliente Yciar, Lucas, Gérard Mercator…
Au XVe siècle, l'écriture est tracée majoritairement à la plume à bout carré. À cette époque, en France, on emploie une cursive de style gothique appelée « lettre de civilité », ainsi que la financière. Au XVIIe siècle, l'utilisation de plumes de plus en plus pointues apporte des modifications dans la silhouette : les traits sont plus fins, les angles plus arrondis, les arabesques naissantes dans la cancellaresca dansent comme des rubans sur le papier (Van de Velde, Periccioli, Barbedor…). Durant cette période, de nouvelles écritures apparaissent : la ronde, la bâtarde, la coulée.
Enfin, au XVIIIe siècle, un nouveau style émerge à partir de la bâtarde italienne, plus « facile à tracer », plus « rapide à écrire » : l'anglaise. Elle doit son nom d'une part aux maîtres anglais (George Bickham (en), Champion…) qui ont largement contribué à sa maturation, mais aussi à la puissance économique britannique qui diffuse cette écriture commerciale et utilitaire. Jusqu'au XXe siècle, l'anglaise a servi de base à l'écriture scolaire. La structure des lettres est maintenant en pleine transformation. Les tags proposent une capitale métamorphosée, l'école réclame de nouveaux modèles et la calligraphie se développe.

### En informatique
L'alphabet latin a été le premier alphabet reconnu par les appareils informatiques. Dans ces appareils, à chaque glyphe correspond un nombre (code), et ce nombre est manipulé par l'appareil. La transformation d'un nombre en glyphe et inversement se fait conformément à des tables de correspondance normalisées.
La norme ASCII, créée en 1961 définit les correspondances entre 96 caractères d'imprimerie et leur nombre respectif. Parmi les caractères définis dans la norme, il y a les 26 lettres de l'écriture latine, en capitale et en bas-de-casse, les chiffres de 0 à 9, et les divers signes de ponctuation qui permettent d'écrire des textes en anglais. Cette norme ne définit pas de correspondance pour les lettres avec diacritiques (accents et autres signes comme la cédille).
La table de correspondance ISO/CEI 8859-1, aussi appelée Latin-1 est une des tables de correspondance définies par la norme ISO/CEI 8859. Créée en 1991 sur la base de la norme ASCII, cette norme définit la correspondance entre 191 caractères d'imprimerie et leur nombre respectif. Parmi les caractères, il y a les 26 lettres de l'écriture latine, en majuscule et minuscule avec les diacritiques utilisées dans différentes langues (latines) de l'Europe de l'Ouest tels que le français (à l'exception notable des caractères 'œ', 'Œ' et 'Ÿ'), l'allemand, l'espagnol, le danois ou l'islandais.
Les 15 autres tables de la norme ISO/CEI 8859 définissent la correspondance entre les lettres avec des signes diacritiques inutilisés dans les langues de l'Europe de l'Ouest tels que le hatchek š, l'ogonek ę ou le S cédille ş, ainsi que des langues utilisant les alphabets cyrillique, grec, arabe, hébreu et thaï. Ces normes font partie de la famille de norme Unicode, qui définit les correspondances pour toutes les lettres dans presque tous les alphabets utilisés dans le monde.
Les caractères suivants sont dédiés aux langues utilisant l’alphabet latin et ses extensions ; ainsi qu’à certains systèmes de transcription phonétique :
- U+0000 à U+007F : Commandes C0 et latin de base ;
- U+0080 à U+00FF : Commandes C1 et supplément Latin-1 ;
- U+0100 à U+017F : Latin étendu A ;
- U+0180 à U+024F : Latin étendu B ;
- U+0250 à U+02AF : Latin étendu – Alphabet phonétique international ;
- U+02B0 à U+02FF : Lettres modificatives avec chasse ;
- U+0300 à U+036F : Diacritiques ;
- U+1AB0 à U+1AFF : Diacritiques étendus ;
- U+1D00 à U+1D7F : Latin étendu – Extensions phonétique ;
- U+1D80 à U+1DBF : Latin étendu – supplément phonétique étendu ;
- U+1DC0 à U+1DFF : Supplément diacritiques ;
- U+1E00 à U+1EFF : Supplément latin étendu ;
- U+2C60 à U+2C7F : Latin étendu C ;
- U+A720 à U+A7FF : Latin étendu D ;
- U+AB30 à U+AB6F : Latin étendu E.